# Roeland Kerbosch

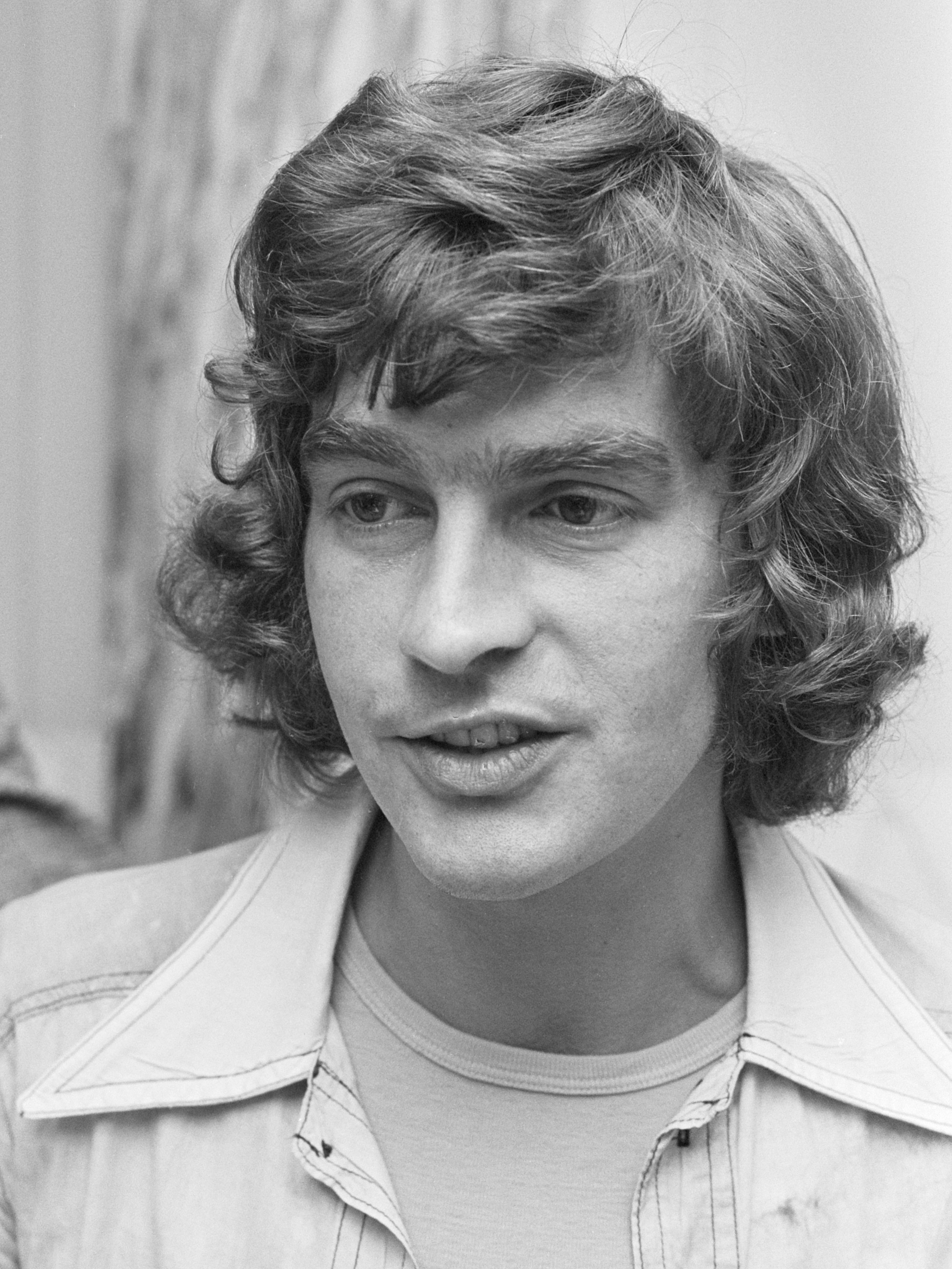
Roeland Kerbosch (1974)

Roeland Kerbosch (Amsterdam, 19 december 1940) is een Nederlands filmregisseur, filmproducent, fotograaf en schrijver. Hij is een oudere broer van Michiel Kerbosch.
Kerbosch volgde het Spinoza Lyceum en de Nederlandse Filmacademie, waar hij in 1962 afstudeerde. Hij maakte en produceerde een aantal documentaires en speelfilms en schreef boeken. In 1989 kocht hij met enkele anderen het Amsterdamse bioscoopcomplex The Movies, dat hij met filmproducent Matthijs van Heijningen uitbaatte. Kerbosch werd uiteindelijk enige eigenaar en verkocht The Movies in oktober 2007.
Bericht uit Biafra, een documentaire over de Biafra-oorlog, in samenwerking met Johan van der Keuken en Louis van Gasteren, werd in 1969 bekroond met de Nederlandse Staatsprijs voor Filmkunst.
Kerbosch is gehuwd met de balletdanseres Valerie Valentine. Het echtpaar beheerde het kasteel Château Neureux in Lurcy-Lévis tot het werd verkocht aan de Belgische oud-wielrenner Eddy Planckaert.

## Filmografie
- Affair play (1995)
- Voor een verloren soldaat (1992)
- Brief aan Vorster (1978)
- Vandaag of morgen (1976)
- De Heilige familie (1975)
- De Antikrist (1973)
- Ibiza, zon en zonde (1969)
- Rondom het Oudekerksplein (1968)